# Выглядово
Выглядово — деревня в Боровичском муниципальном районе Новгородской области, относится к Волокскому сельскому поселению.

## География
Деревня находится к северу от административного центра поселения — деревни Волок, на левом берегу реки Разимица, к северу от автодороги Кировский — Выглядово — Родишкино.

## История
В 1911 году деревня Выглядово относилась к Волокской (Волоцкой) волости Боровичского уезда Новгородской губернии. Население деревни Выглядово по переписи населения 1926 года — 117 человек. Затем, с августа 1927 года, деревня — центр Выглядовского сельсовета в составе новообразованного Боровичского района новообразованного Боровичского округа в составе переименованной из Северо-Западной в Ленинградскую области. По постановлению ЦИК и СНК СССР от 23 июля 1930 года Боровичский округ был упразднён, а район перешёл в прямое подчинение Леноблисполкому. Население деревни Выглядово в 1940 году было 68 человек. Указом Президиума Верховного Совета СССР от 5 июля 1944 года была образована Новгородская область и Боровичский район вошёл в её состав.
Решением Новгородского облисполкома № 296 от 9 апреля 1960 года в связи с перенесением центра Выглядовского сельсовета на центральную усадьбу совхоза им. Кирова Выглядовский сельсовет был переименован в Кировский.
Во время неудавшейся всесоюзной реформы по делению на сельские и промышленные районы и парторганизации, в соответствии с решениями ноябрьского (1962 года) пленума ЦК КПСС «о перестройке партийного руководства народным хозяйством» с 10 декабря 1962 года и сельсовет и деревня вошли в крупный Боровичский сельский район, а 1 февраля 1963 года административный Боровичский район был упразднён. Пленум ЦК КПСС, состоявшийся 16 ноября 1964 года, восстановил прежний принцип партийного руководства народным хозяйством, после чего Указом Верховного Совета РСФСР от 12 января 1965 года сельские районы были преобразованы вновь в административные районы и решением Новгородского облисполкома от 12 января 1965 года и Кировский сельсовет и деревня вновь в Боровичском районе.
После прекращения деятельности Кировского сельского Совета в начале 1990-х стала действовать Администрация Кировского сельсовета, которая была упразднена с 1 января 2006 года на основании постановления Администрации города Боровичи и Боровичского района от 18 октября 2005 года и деревня Выглядово, по результатам муниципальной реформы входила в состав муниципального образования — Кировское сельское поселение Боровичского муниципального района (местное самоуправление), по административно-территориальному устройству была подчинена администрации Кировского сельского поселения Боровичского района. С 12 апреля 2010 года после упразднения Кировского сельского поселения Выглядово в составе Волокского сельского поселения.

## Население
| 1989 | 2002 | 2006 | 2008 | 2009 | 2010 |
| ---- | ---- | ---- | ---- | ---- | ---- |
| 1    | ↗4   | ↘0   | →0   | →0   | ↗1   |

По переписи населения 2002 года, в деревне проживали 4 человека (все русские)